# Charles Albert Fechter

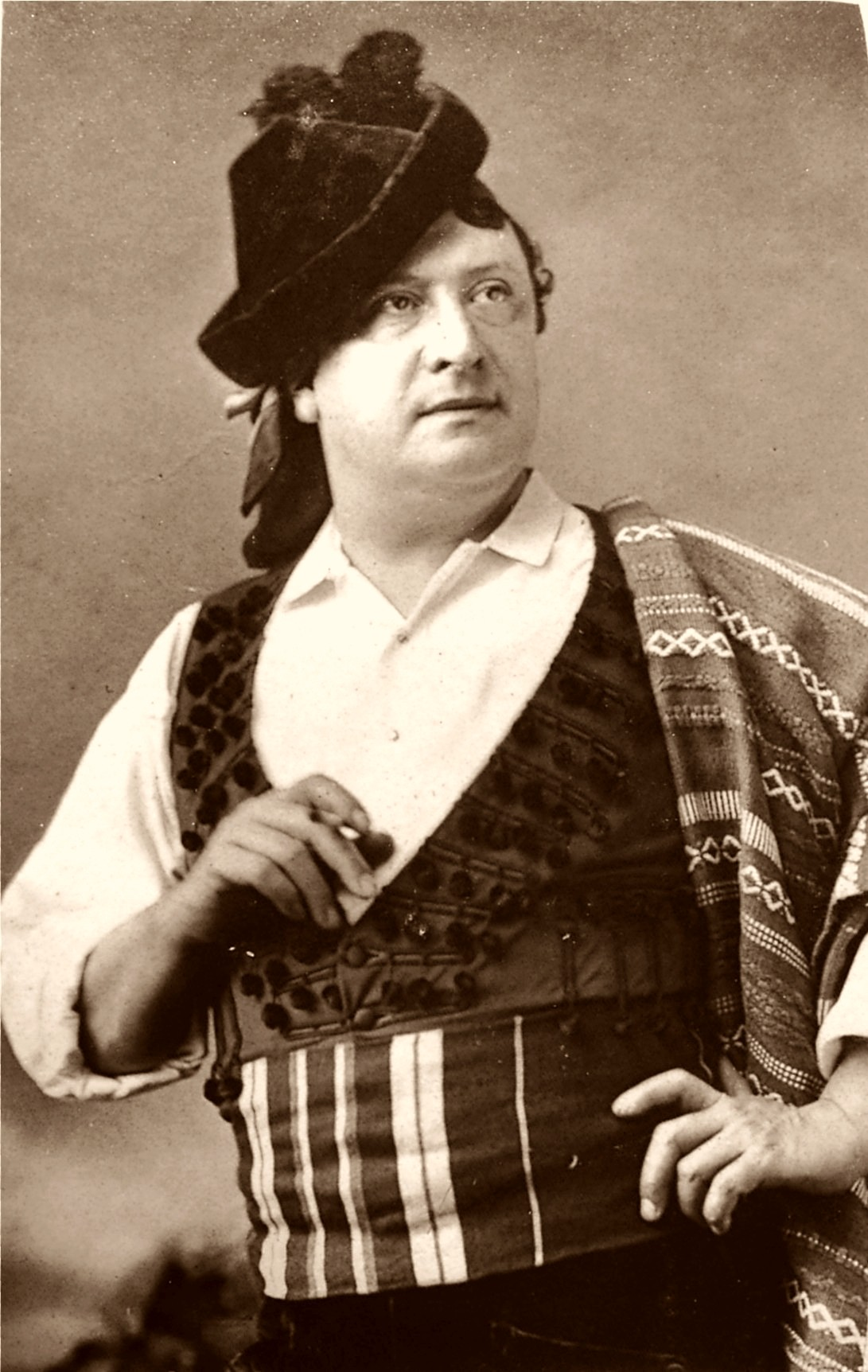
Charles Fechter

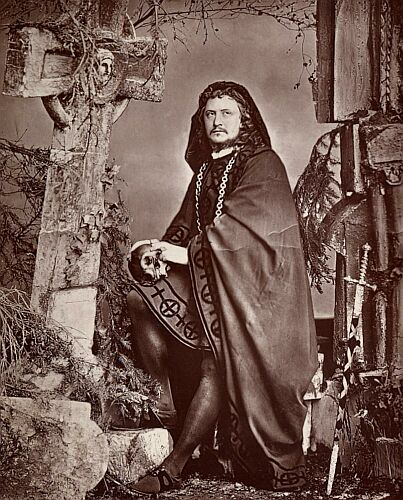
Charles Albert Fechter als Hamlet (um 1872)

Charles Albert Fechter (* 23. Oktober 1824 in Belleville (Seine); † 5. August 1879 in Rockland Centre bei Quakertown, Bucks County, Pennsylvania) war ein französisch-englischer Schauspieler. Besonders seine Hamlet-Interpretationen der 1860er und 1870er Jahre hatten großen Einfluss auf die Aufführungspraxis des Stückes.

## Leben
Charles Albert Fechter war der Sohn einer französischen Exilantenfamilie und verbrachte seine Kindheit mit einer kurzen Unterbrechung in Paris im Revolutionsjahr 1830 in England. Erst 1836 ließ sich die Familie wieder dauerhaft in Frankreich nieder. Fechters Eltern hatten sich beide als Bildhauer hervorgetan, und anfangs schlug auch er diese Laufbahn ein, wechselte aber dann auf die Theaterbühne.
1840 gab er sein Debüt in einer Adaption von Dumas’ Le mari de la veuve in der Salle Molière, einer kleinen Pariser Amateurbühne. Im Jahr darauf schloss er sich einer fahrenden Theatertruppe an und absolvierte mit ihr eine desaströse Italientournee. Zurück in Paris nahm er Schauspielunterricht an der Académie des Beaux-Arts, widmete sich aber zugleich wieder der Bildhauerei. Am gleichen Tag des Jahres 1844 erhielt er zunächst eine Preismedaille der Académie für eine seiner Skulpturen und dann ein Engagement an der Comédie-Française, wo er in den folgenden zwei Jahren in kleineren Rollen zu sehen war, unter anderem als Seide in Voltaires Mahomet und als Valère in Molières Tartuffe.
Von kleinen Rollen unbefriedigt, kündigte er 1846 seine Anstellung und ging nach Berlin, wo er am Französischen Theater seine ersten großen Erfolge im Charakterfach feiern konnte. 1847 reüssierte er dann im Pariser Vaudeville Théâtre und gab ein Gastspiel im Londoner St. James’s Theatre; am 29. November des Jahres heiratete er in Paris die Schauspielerin Eléonore Rabut, mit der er einen Sohn und eine Tochter haben sollte. In den nächsten Jahren war er an verschiedenen Pariser Häusern als Schauspieler, aber auch als Regisseur und Intendant tätig und wurde in dieser Zeit zu einem der berühmtesten Schauspieler Frankreichs. Sein größter Erfolg war die Rolle des Armand Duval in einer Adaption der Kameliendame in der 1852er Saison des Vaudeville. 1857–58 produzierte er am Odéon verschiedene Stücke der französischen Klassik, darunter Tartuffe.
1860 ging er dann nach England, wo er große Erfolge am Princess Theatre mit großem Erfolg in Shakespeareschen Hauptrollen feierte. Insbesondere seine Darbietung als Hamlet war ein Meilenstein in der Aufführungshistorie dieses Stückes. Fechter kannte die Traditionen und Konventionen nicht, mit denen die etablierten englischen Schauspieler den Dänenprinz zu geben pflegten, und spielte die Figur stattdessen mit einer unerhörten Leidenschaftlichkeit. Charles Dickens schrieb, dass „vielleicht keine künstlerische Neuerung von so vielen Intellektuellen derart gefeiert“ würde wie Fechters Hamlet. 1863 übernahm er die Leitung des Londoner Lyceum, wo er jüngere englischen Dramen zur Aufführung brachte, in den nächsten Jahren zudem Bühnenadaptionen von Werken von Charles Dickens und Wilkie Collins.
1870 besuchte er die Vereinigten Staaten, wo er bis zu seinem Lebensende bleiben sollte. Er spielte mit großem Erfolg in allen bedeutenden Städten der Vereinigten Staaten, zum letzten Mal im Oktober 1878 in Boston. 1875 erwarb er den Bauernhof Rockland Centre bei Quakertown, Pennsylvania, auf dem er die letzten Jahre seines Lebens in Zurückgezogenheit verbrachte und wo er 1878 auch starb.